# Hárslevelű

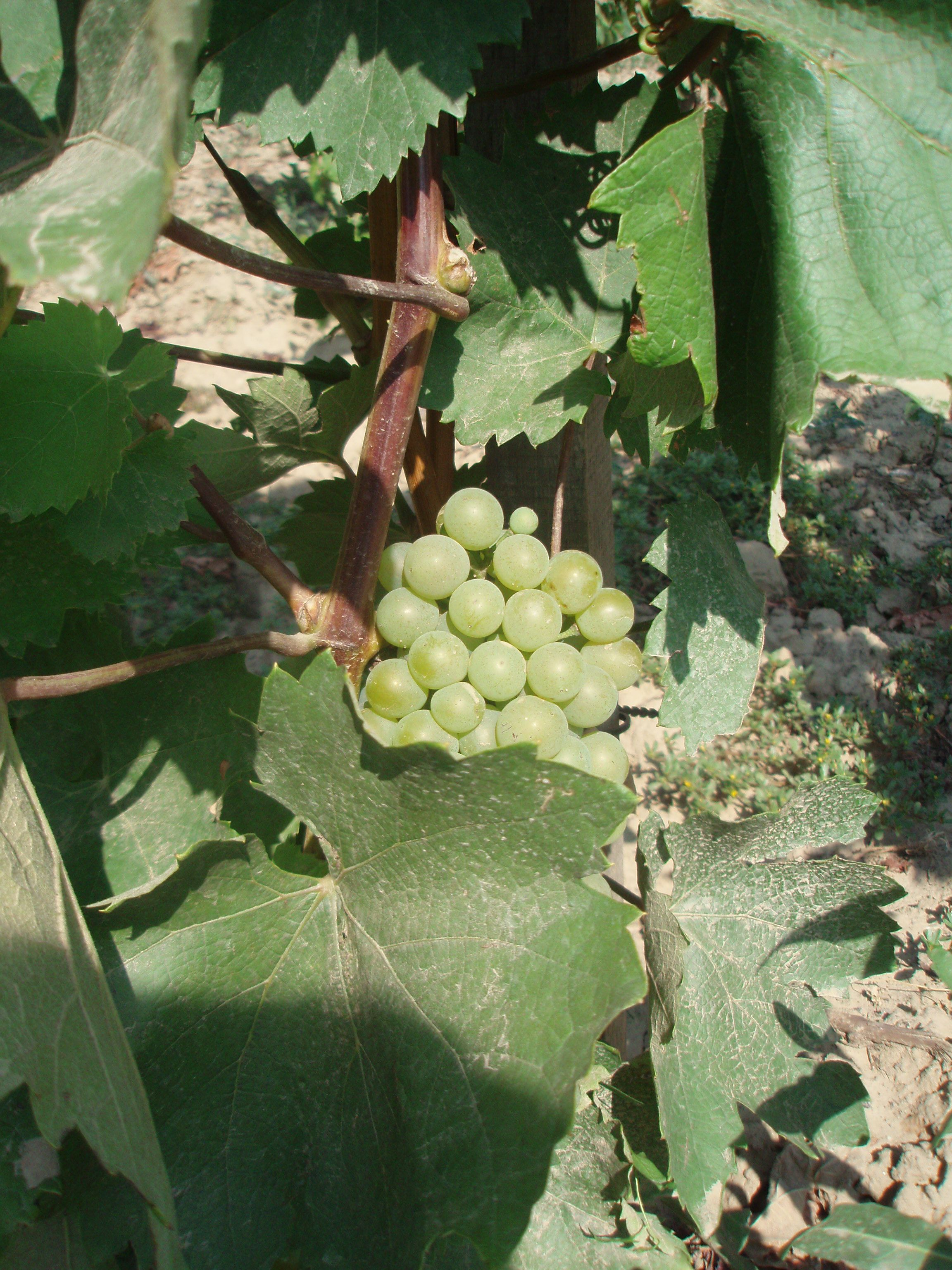
Hárslevelű-druvor

Hárslevelű, på franska Feuille de Tilleul, tyska Lindenblättriger, slovakiska Lipovina, är en grön druva som främst odlas i Ungern och Slovakien, och som bland annat används i Tokajer. Namnen betyder lindlöv.